# Summer of Love (canção de U2)
"Summer of Love" é uma canção da banda de rock irlandesa U2. É a sexta faixa e terceiro single do álbum Songs of Experience (2017), sendo lançada em 23 de agosto de 2018. Foi produzida por Ryan Tedder e Brent Kutzle. As letras da canção foram escritas por Bono.

## Composição
Seu título idílico remete ao verão hippie dos anos 60. Com o contexto político, a canção aborda os refugiados da guerra civil na Síria, afirmando: "O problema é a Costa Oeste da Síria, e não a Costa Oeste da Irlanda ou da Califórnia, como muitos pensaram". Seu último verso faz ode a rosas brotando a partir das crateras ocasionadas pelas bombas em Alepo, relembrando também as imagens de protestantes inserindo margaridas no cano dos rifles dos soldados durante os protestos contra a Guerra do Vietnã.

## Lista de faixas
- EP[3][4][5][6]

1. "Summer of Love" (Robin Schulz Remix) – 3:36
2. "Summer of Love" (TILT & Danny Stubbs Perfecto Remix) – 5:10
3. "Summer of Love" (Beach Me Howie B Remix) – 8:39
4. "Summer of Love" (HP Hoeger Rusty Egan Driftaway Remix) – 4:24

- Remixes[7][8][9][10][11][12]

1. "Summer of Love" (Hardwell Remix) – 3:54
2. "Summer of Love" (Ralphi Rosario Summer Love Mix) – 6:32
3. "Summer of Love" (Mindskap Remix) – 5:56
4. "Summer of Love" (Heatwave HP Hoeger Rusty Egan Remix) – 5:00
5. "Summer of Love" (Heatwave HP Hoeger Rusty Egan Remix) – 4:49
6. "Summer of Love" (MINDSKAP Remix) – 5:56

## Paradas musicais
| País/Parada (2018)                | Melhor posição |
| --------------------------------- | -------------- |
| Estados Unidos (Dance Club Songs) | 7              |